# Aluminiumstadion
Het Aluminiumstadion (Arabisch: استاد الألومينيوم) is een multifunctioneel stadion in Nag Hammadi, een plaats in Egypte. Het stadion wordt vooral gebruikt voor voetbalwedstrijden, de voetbalclub Al Aluminium SC maakt gebruik van dit stadion. In het stadion is plaats voor 16.000 toeschouwers.